# Gerichtsbezirk Braunau
Der Gerichtsbezirk Braunau (tschechisch: soudní okres Broumov) war ein dem Bezirksgericht Braunau unterstehender Gerichtsbezirk im Kronland Böhmen. Er umfasste Gebiete im Norden Böhmens im Bezirk Nachod bzw. Bezirk Trautenau. Zentrum des Gerichtsbezirks war die Stadt Braunau (Broumov). Das Gebiet gehörte seit 1918 zur neu gegründeten Tschechoslowakei und ist seit 1991 Teil der Tschechischen Republik.

## Geschichte
Die ursprüngliche Patrimonialgerichtsbarkeit wurde im Kaisertum Österreich nach den Revolutionsjahren 1848/49 aufgehoben. An ihre Stelle traten die Bezirks-, Landes- und Oberlandesgerichte, die nach den Grundzügen des Justizministers geplant und deren Schaffung am 6. Juli 1849 von Kaiser Franz Joseph I. genehmigt wurde. Der Gerichtsbezirk Braunau gehörte zunächst zum Bezirk Königgrätz und umfasste 1854 die 17 Katastralgemeinden Barzdorf, Bodisch, Braunau, Dittersbach, Großdorf, Halbstadt, Hauptmannsdorf, Heinzendorf, Hermsdorf, Märzdorf, Ottendorf, Rosenthal, Ruppersdorf, Schönau, Weckersdorf, Wernersdorf und Wiesen. Der Gerichtsbezirk Braunau bildete im Zuge der Trennung der politischen von der judikativen Verwaltung ab 1868 gemeinsam mit dem Gerichtsbezirk Politz den Bezirk Braunau. Später wurde auch der Wekelsdorf (Teplice) Teil des Bezirks Braunau.
Im Gerichtsbezirk Braunau lebten 1869 23.327 Menschen, 1890 waren es 28.726 Personen. Der Gerichtsbezirk Braunau wies 1910 eine Bevölkerung von 30.503 Personen auf, von denen 29.426 deutsch und 401 tschechisch als Umgangssprache angaben. Im Gerichtsbezirk lebten zudem 305 Anderssprachige oder Staatsfremde.
Durch die Grenzbestimmungen des am 10. September 1919 abgeschlossenen Vertrages von Saint-Germain kam der Gerichtsbezirk Braunau vollständig zur neugegründeten Tschechoslowakei, wobei die Gerichtseinteilung bis 1938 im Wesentlichen bestehen blieb. Nach dem Münchner Abkommen wurde das Gebiet dem Landkreis Braunau bzw. dem Sudetenland zugeschlagen und wurde nach dem Zweiten Weltkrieg Teil des Okres Náchod bzw. Trutnov, zu denen es bis heute gehört. Nachdem die Bezirksbehörden im Zuge einer Verwaltungsreform 2003 ihre Verwaltungskompetenzen verloren, werden diese von den Gemeinden bzw. dem Královéhradecký kraj wahrgenommen, zu dem das Gebiet um Broumov seit Beginn des 21. Jahrhunderts gehört.

## Gerichtssprengel
Der Gerichtssprengel umfasste Ende 1914 die 20 Gemeinden Barzdorf (Božanov), Birkigt (Březová), Bodisch (Bohdašín), Braunau (Broumov), Deutsch Wernersdorf (Vernéřovice), Dittersbach (Jetřichov), Großdorf (Velkoves), Halbstadt (Meziměstí), Hauptmannsdorf (Hejtmánkovice), Heinzendorf (Hynčice), Hermsdorf (Heřmánkovice), Hutberg (Hony), Johannesberg (Janovičky), Märzdorf (Martínkovice), Ottendorf (Otovice), Rosenthal (Rožmitál), Ruppersdorf (Ruprechtice), Schönau (Šonov), Weckersdorf (Křinice) und Wiesen (Višeňov).